# SønderjyskE Fodbold

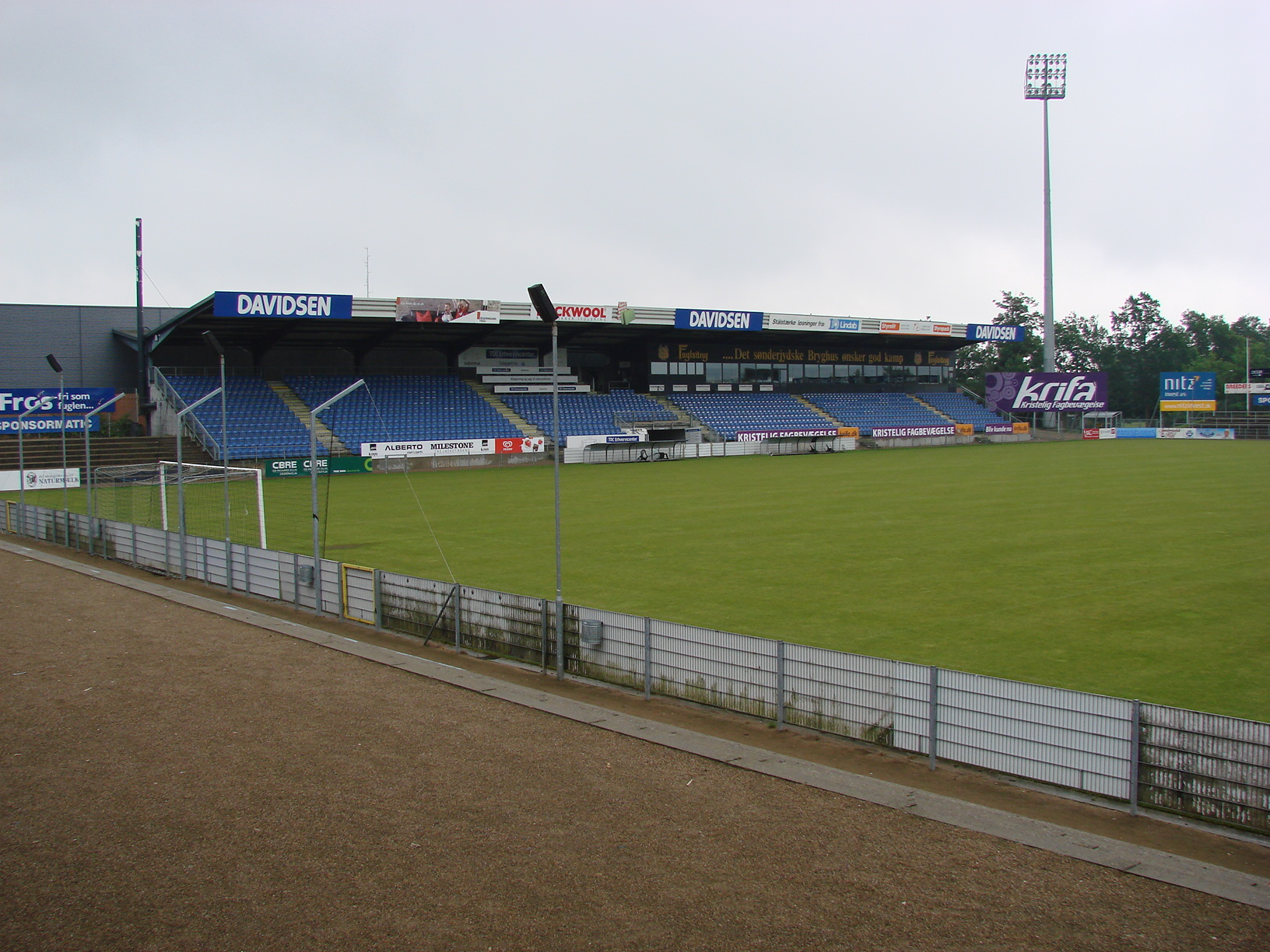
Sydbank Park v r. 2011

SønderjyskE Fodbold je fotbalový oddíl dánského sportovního klubu SønderjyskE (Sønderjysk Elitesport). Vznikl v lednu 2004 sloučením týmů TM Tønder, Sønderjyske HK, Vojens BI a IK Sønderjylland. Má vazby na klub Haderslev Fodboldklub. Klubové barvy jsou světle modrá a bílá. Domácím hřištěm je Sydbank Park (Haderslev Fodboldstadion) ve městě Haderslev s kapacitou 10 000 míst.
V sezóně 2015/16 skončil druhý v dánské nejvyšší soutěži. Díky tomu se kvalifikoval do druhého předkola Evropské ligy UEFA 2016/17 a poprvé ve své historii se tak dostal do evropských pohárů.

## Úspěchy
- 1× vicemistr Superligaen (2015/16)

## Účast v evropských pohárech
| Soutěž             | Sezóna  | Kolo        | Soupeř          | Doma | Venku        | Celkem | Postup  |
| ------------------ | ------- | ----------- | --------------- | ---- | ------------ | ------ | ------- |
| Evropská liga UEFA | 2016/17 | 2. předkolo | Strømsgodset IF | 2:1  | 2:2 (prodl.) | 4:3    | postup  |
| Evropská liga UEFA | 2016/17 | 3. předkolo | Zagłębie Lubin  | 1:1  | 2:1          | 3:2    | postup  |
| Evropská liga UEFA | 2016/17 | 4. předkolo | AC Sparta Praha | 0:0  | 2:3          | 2:3    | vyřazen |